# 1355 en santé et médecine
| Années de la santé et de la médecine : 1352 - 1353 - 1354 - 1355 - 1356 - 1357 - 1358    |
| Décennies de la santé et de la médecine : 1320 - 1330 - 1340 - 1350 - 1360 - 1370 - 1380 |

Cet article présente les faits marquants de l'année 1355 en santé et médecine.

## Événements
- 19 mai : L'empereur Charles IV élève l'université de Pérouse, en Ombrie, au rang d'université impériale, confirmant la bulle du pape Clément V qui a créé cette université en 1308 et celle de Jean XXII qui lui a accordé en 1321 le privilège de conférer les grades en médecine[1].
- L'empereur Charles IV confirme la bulle papale qui a élevé l'université de Pise, en Toscane, au rang de studium generale comprenant toutes les facultés, y compris, donc, celle de médecine[2].
- Construction de l'hôpital de l'Annonciation (Spedale dell'Annunziata) à Gaète dans le Latium en Italie[3].
- Refondation de l'hôpital Saint-Jean-Baptiste (Hospital of St. John Baptist) à Bicester dans le comté d'Oxford par Nicholas Jurdan[4].
- Humbert II, dernier dauphin de Viennois, renonce aux dispositions qu'il avait prises en 1347 en vue de la création d'un hôpital à Saint-Marcellin, établissement qui ne verra le jour qu'au début du XVIe siècle, fondé par la municipalité[5].
- Fondation d'un petite hôpital à Aken, sur l'Elbe, par les chevaliers teutoniques[6].
- Première mention d'un apothicaire à Bordeaux en Guyenne, dans un registre des comptes de l'archevêché[7].
- La confrérie des orfèvres parisiens offre le repas de Pâques aux pauvres de l'Hôtel-Dieu, soit, à chacun, un pain, du potage, une mesure de vin, un craquelin, deux œufs, un morceau de bouilli, un morceau de veau rôti et, au dernier service, quatre pièces de métier et six florins[8].

## Publication
- Mars-août : Pétrarque rédige ses Invectives contre un médecin[9], que « Guy de Chauliac est fortement soupçonné [de lui] avoir fourni l'occasion d'écrire[10] ».

## Décès
- Ishtori haFarhi (né en 1280), géographe et médecin tossafiste.